# 陈征
陈征（1928年—2025年7月2日），原名锡麟，学名厂梅、寒梅，男，江苏泰县人，中国经济学家、教育家，曾任福建师范大学校长、教授、博士生导师，第六、七、八届全国政协委员，全国五一劳动奖章获得者，世界马克思经济学奖获得者。
2025年7月2日20时05分，陈征在福州逝世，享年98岁。